# Decio Azzolino den äldre
Decio Azzolino den äldre, även Azzolini, född 1 juli 1549 i Fermo, Italien, död 9 oktober 1587 i Rom, var en italiensk kardinal och biskop. Han tjänade som ärkepräst av Santa Maria Maggiore från 1586 till 1587.
Azzolino reste till Rom och blev privatsekreterare åt kardinal Felice Peretti, sedermera påve Sixtus V. 1585 vigdes han till biskop av Cervia och senare samma år utsågs han till kardinalpräst med San Matteo in Merulana som titelkyrka.
Azzolino utnämndes till ärkepräst av Santa Maria Maggiore, där han sedermera fick sitt sista vilorum. Han var farfars bror till Decio Azzolino den yngre.

## Bilder

Kardinal Decio Azzolinos titelkyrka
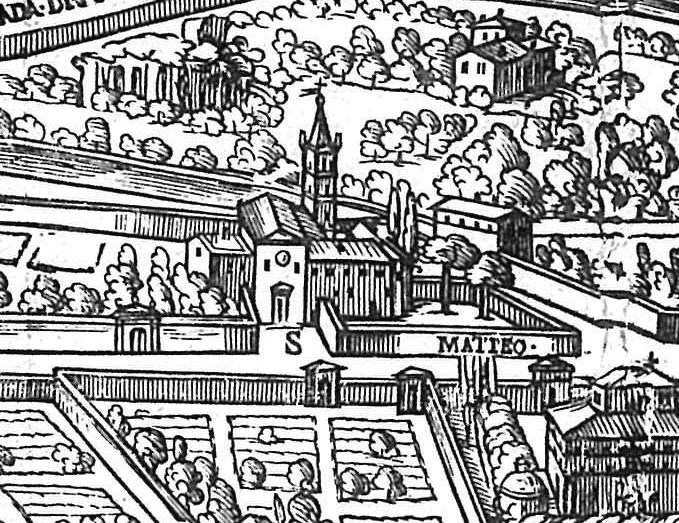
San Matteo in Merulana.